# Université Edwin Clark
 (juillet 2025).
L'Université Edwin Clark (ECU) est une université privée située à Kiagbodo, dans l'État du Delta, au Nigeria,.
Elle a été approuvée par le Conseil exécutif federal du Nigeria en 2015,.

## Histoire
Le chef Edwin K. Clark était le fondateur de l'Université Edwin Clark. L'institution a été créée en mai 2015. Elle était auparavant connue sous le nom d'Edwin Clark University of Technology (ECUT), mais a ensuite été renommée.

## Programmes
En 2018, la Commission nationale des universités autorise 18 programmes au sein de l'institution.